# Gouvernement populaire du Fujian
1933–1934
Entités précédentes :
- République de Chine

Entités suivantes :
- République de Chine

Le gouvernement populaire du Fujian (福建人民革命政府, Fújiàn Rénmín Zhèngfǔ) est un État indépendant éphémère qui exista en Chine en 1933 et 1934. Opposé au Kuomintang, il chute très vite lors de l'« incident du Fujian ».

## Histoire
En novembre 1933, plusieurs chefs militaires de l'armée de la 19e route de l'armée nationale révolutionnaire, dont Cai Tingkai, Chen Mingshu, et Jiang Guangnai, qui s'étaient rendus célèbres pour leur rôle lors de la guerre de Shanghai de 1932, sont déployés dans le Sud de la Chine pour supprimer la rébellion communiste, mais ils négocient la paix avec les rebelles. S'alliant avec les forces de Li Jishen du Kuomintang, l'armée de la 19e route rompt avec Tchang Kaï-chek et prend le contrôle de la province du Fujian où elle est stationnée et, le 22 novembre 1933, proclame un nouveau gouvernement. Le président est Li Jishen, le ministre des Affaires étrangères est Eugène Chen, le ministre des Finances est Jiang Guangnai, le chef des armées et gouverneur de la province est Cai Tingkai. Un drapeau rouge (pour le prolétariat) et bleu (pour la paysannerie) avec une étoile jaune est arboré et le gouvernement se nommé « République de Chine » avec l'année de sa fondation pour l'an 1. L'armée de la 19e route est renommée « armée populaire révolutionnaire ».
Chen Mingshu dirige le nouveau parti populaire productif (en) qui reçoit le soutien du parti démocratique des ouvriers et des paysans de Chine. Le parti de la jeunesse chinoise (en) désire apporter son soutien mais est rebuté par le gauchisme et le manque de projet à long terme du nouveau gouvernement. La rébellion bénéficie dès le début du soutien de la population locale mais les importantes taxes mises en place pour financer l'armée abaisse sa popularité. De plus, la décision de briser la continuité en adoptant un nouveau drapeau, de nouveaux symboles, et parfois en enlevant le portrait de Sun Yat-sen, font augmenter l'hésitation. Après avoir adopté une approche prudente, la nouvelle clique du Guangxi refuse de soutenir les rebelles. Feng Yuxiang est grandement attendu mais reste silencieux. Chen Jitang et Hu Hanmin expriment leurs sympathies mais condamnent le nouveau gouvernement pour avoir divisé le pays. La crainte d'une nouvelle guerre civile en pleine agression japonaise est la première raison de la faible popularité de la rébellion.
Les rebelles sont motivés par, entre autres choses, des désaccords personnels avec Tchang Kaï-chek, s'opposent à la paix avec le Japon, et à cause de leur assignation dans le pauvre Fujian. Les buts du nouveau gouvernement sont de renverser le Kuomintang de Nankin, de mettre en place différentes réformes sociales et politiques, et de résister plus durement à l'interférence étrangère en Chine. La rébellion provoque l'arrêt temporaire de la cinquième campagne d'encerclement (en) dans le Sud de la Chine. De plus, l'aide promise par la République soviétique chinoise du Jiangxi ne se matérialise pas à cause de l'opposition des 28 bolcheviks et les efforts commencent à s'effondrer.
Le Kuomintang commence à effectuer des bombardements aériens en janvier 1934, rapidement suivi d'une offensive terrestre qui mène à la défaite de la prestigieuse armée de la 19e route. Le 13 janvier 1934, le gouvernement est défait et ses chefs fuient ou rejoignent les forces de Tchang Kaï-chek.